# Rödtofsad solfågel
Rödtofsad solfågel (Nectarinia johnstoni) är en fågel i familjen solfåglar inom ordningen tättingar.

## Utseende och läte
Rödtofsad solfågel är en stor och mörk solfågel med lång näbb och röda fjädertofsar vid skuldrorna som dock ofta är dolda. Hanen har mycket långa förlängda stjärtpennor. Den är i häckningsdräkt mörkt grönglänsande, medan den utanför häckningstiden snarare är gråbrun med spridda gröna fläckar. Honan är året runt mörkt gråbrun. Arten liknar malakitsolfågel, men verkar mörkare. Honan saknar också vita kanter på stjärten. Bland lätena hörs metalliska ljud och en snabb ramsa till sång.

## Utbredning och systematik
Rödtofsad solfågel delas in i fyra underarter med följande utbredning:
- N. j. johnstoni – högländer i Kenya och norra Tanzania
- N. j. dartmouthi – bergsskogar i östra Demokratiska republiken Kongo, sydvästra Uganda och nordvästra Rwanda
- N. j. itombwensis – östra Demokratiska republiken Kongo (Itombwe-bergen)
- N. j. nyikensis – bergsskogarna från södra Tanzania till Zambia och norra Malawi

## Levnadssätt
Rödtofsad solfågel hittas i gräsmarker och hedar på mycket hög höjd, högre upp än liknande malakitsolfågeln.

## Status
Rödtofsad solfågel har ett relativt begränsat utbredningsområde. Beståndsutvecklingen är oklar. IUCN kategoriserar arten som livskraftig.

## Namn
Fågelns vetenskapliga artnamn hedrar Sir Harry Hamilton Johnston (1858-1927), engelsk upptäcktsresande i tropiska Afrika 1882-1884 och kolonial administratör, bland annat som vicekonsul i Kamerun och Nigerdeltat 1885, konsul i Portugisiska Östafrika 1889, kommissionär i sydcentrala Afrika 1891-1896, generalkonsul i Tunisien 1897-1899 samt specialkommissionär i Uganda 1899-1901. 